# 마리오 멜히오트
마리오 디노 파트리크 멜히오트(네덜란드어: Mario Dino Patrick Melchiot, 노르트-홀란트 주 암스테르담 ~)는 네덜란드의 전직 프로 축구 선수로, 현역 시절 수비수로 활약했다. 그는 우측 수비수와 중앙 수비수로 활약했고, 간혹 중원을 맡기도 했다.

## 유년 시절
멜히오트는 암스테르담 출신으로, 두 형제와 두 자매와 함께 네덜란드 수도에서 유년 시절을 보냈다. 그는 큰형 빈스톤과 밀접히 지냈는데, 빈스톤은 부모의 이혼 후 마리오의 길잡이가 되었다. 빈스톤이 1996년에 25세의 나이에 심근경색으로 요절하자, 멜히오트는 축구를 그만둘 지 고민하기도 했다.

## 클럽 경력

### 아약스
멜히오트는 아약스의 유소년부에서 축구를 시작해 1996-97 시즌에 신고식을 치렀다. 그는 1-4로 패한 유벤투스와의 챔피언스리그 경기에서 소속 구단 1호골을 기록했다. 멜히오트는 소속 구단에서 3년을 보내며 1998년에 에레디비시를 우승했고, 같은 해와 그 이듬해에 KNVB 베커르를 우승했다. 1999년 여름, 그는 보스만 판결에 따라 첼시와 3년 계약을 체결했다.

### 첼시
그는 런던에서의 1년차에 부상으로 많은 경기에 출전하지 못했다. 그러나, 2000년 4월 22일, 알베르 페레가 부상당하면서, 그는 1-1로 비긴 미들즈브러와의 경기에서 신고식을 치렀다. 1달 후, 그는 애스턴 빌라와의 2000년 FA컵 결승전에 출전해, 첼시의 승리에 일조했다.
2000-01 시즌 초, 멜히오트는 2-0으로 이긴 맨체스터 유나이티드와의 2000년 채리티 실드 경기에서 1호골을 득점했다. 그는 그 다음 골도 맨체스터 유나이티드를 제물로 삼았는데, 2001-02 시즌에 첼시는 올드 트래퍼드 원정에서 인상적인 3-0 승리를 쟁취했다. 클라우디오 라니에리 감독의 지도 하에, 그는 재빠르게 주전 우측 수비수로 자리잡았고, 이후 2004년까지 유효한 연장 계약서에 서명할 수 있게 되었다.

### 버밍엄 시티
2004년 7월, 멜히오트는 버밍엄 시티와 3년 계약을 체결했고, 1-1로 비긴 포츠머스와의 경기에서 신고식을 치렀다. 그의 2년차에 소속 구단 버밍엄이 강등권에서 사투를 벌였다. 그는 이후 구단의 성적 부진에 희생양이 되어 토트넘 홋스퍼와의 경기에서 지지자들의 야유를 받았다. 버밍엄은 결국 뉴캐슬 유나이티드와의 2006년 4월 경기에서 0-0으로 비기며 강등을 확정지었다. 그의 버밍엄 고별전은 0-1로 패한 볼턴 원더러스와의 2006년 5월 7일 경기였다. 그는 버밍엄에서 2년을 보내며 리그에서 2골을 기록했는데, 1골은 찰턴 애슬레틱을 상대로, 다른 1골은 위건 애슬레틱을 상대로 기록했다.

### 렌
2006년 8월, 멜히오트는 프랑스의 렌과 1년 계약을 맺고 이적했다. 그는 리그 2의 리부른-생-쇠랭과의 쿠프 드 라 리그 16강전 경기에서 렌 이적후 첫 골을 기록했다. 그는 그는 인근 경쟁 구단인 낭트와의 경기에서 리그 1호골로 2-0 승리를 견인하며 렌 골수 지지자들의 환호를 받았다. 멜히오트의 렌은 2007년 여름이 되면서 만료되었다.

### 위건 애슬레틱
멜히오트는 2007년 6월 15일에 자유 이적으로 위건 애슬레틱에 입단했다. 2007년 7월 24일, 그는 위건의 주장 완장을 받았는데, 그의 전임은 같은 네덜란드인인 아르얀 더 제이위브였다. 그는 위건 안방에서 전적인 지지를 받은 선수였는데, 그는 위건 선수 신분으로 유로 2008 본선의 네덜란드 대 루마니아 경기에 출전하며 구단의 첫 주요 대회 출전 선수가 되었고, "마가목 군단"의 역사에 이름을 남겼다. 그는 위건 애슬레틱 소속으로 3년을 머물며 101번의 경기에 출전했다.

### 움 살랄
2010년 6월, 멜히오트는 위건의 연장 제의를 거절하고 월말에 계약이 만료되면서 자유 이적으로 움 살랄에 합류했다. 그는 당시 움 살랄의 감독이었던 헹크 텐 카터를 따라 입단했는데, 텐 카터 감독은 스페인의 미드필더 가브리 영입 후에 노련한 수비수를 원했던 것으로 밝혀졌다. 그는 2-2로 비긴 알-아라비와의 경기에서 신고식을 치렀다. 2010-11 시즌 카타르 스타스 리그가 끝난 후, 1년 연장 계약서를 받지 못한 멜히오트는 움 살랄을 떠났다.

## 국가대표팀 경력
멜히오트는 네덜란드 국가대표팀 경기에 22번 출전했는데, 첫 출전 경기는 0-2로 패한 포르투갈과의 2000년 10월 11일의 월드컵 예선전 경기였다. 그의 마지막 국가대표팀 경기는 2008년 6월 17일에 열린 루마니아와의 유로 2008 조별 리그 최종전 경기였다.

## 축구 외
1998년, 멜히오트는 아약스 동료인 베니 매카시와 데안 고레와 BMD라는 단체를 결성해 랩/R&B 곡 "미다스의 손길"을 발매했다. 그는 영국 심장 재단의 활동에 참가하기도 했고, 퀴즈쇼 "스포츠에 대한 질문"에도 출연했다.

## 경력 통계
| 구단          | 시즌      | 리그         | 리그           | 리그 | 컵   | 컵 | 리그컵 | 리그컵 | 대륙 | 대륙 | 기타 | 기타 | 합계 | 합계 |   |
| 구단          | 시즌      | 리그명       | 출장           | 골   | 출장 | 골 | 출장   | 골     | 출장 | 골   | 출장 | 골   | 출장 | 골   |   |
| ------------- | --------- | ------------ | -------------- | ---- | ---- | -- | ------ | ------ | ---- | ---- | ---- | ---- | ---- | ---- | - |
| 아약스        | 1996–97   | 에레디비시   | 23             | 0    | 1    | 0  | —      | —      | 9    | 1    | 1    | 0    | 34   | 1    |   |
| 아약스        | 1997–98   | 에레디비시   | 26             | 0    | 3    | 0  | —      | —      | 4    | 0    |      |      | 33   | 0    |   |
| 아약스        | 1998–99   | 에레디비시   | 24             | 1    | 4    | 1  | —      | —      | 1    | 0    | 1    | 0    | 30   | 2    |   |
| 아약스        | 합계      | 73           | 1              | 8    | 1    | —  | —      | 14     | 1    | 2    | 0    | 97   | 3    |      |   |
| 첼시          | 1999–2000 | 프리미어리그 | 5              | 0    | 1    | 0  | 0      | 0      | 0    | 0    | —    | —    | 6    | 0    |   |
| 첼시          | 2000–01   | 프리미어리그 | 31             | 0    | 1    | 0  | 1      | 0      | 1    | 0    | 1    | 1    | 35   | 1    |   |
| 첼시          | 2001–02   | 프리미어리그 | 37             | 2    | 6    | 0  | 4      | 0      | 3    | 0    | —    | —    | 50   | 2    |   |
| 첼시          | 2002–03   | 프리미어리그 | 34             | 0    | 5    | 0  | 2      | 0      | 0    | 0    | —    | —    | 41   | 0    |   |
| 첼시          | 2003–04   | 프리미어리그 | Premier League | 23   | 2    | 3  | 0      | 2      | 0    | 5    | 0    | —    | —    | 33   | 2 |
| 첼시          | 합계      | 130          | 4              | 16   | 0    | 9  | 0      | 9      | 0    | 1    | 1    | 165  | 5    |      |   |
| 버밍엄 시티   | 2004–05   | 프리미어리그 | 34             | 1    | 2    | 0  | 2      | 0      | —    | —    | —    | —    | 38   | 1    |   |
| 버밍엄 시티   | 2005–06   | 프리미어리그 | 23             | 1    | 5    | 0  | 1      | 0      | —    | —    | —    | —    | 29   | 1    |   |
| 버밍엄 시티   | 합계      | 57           | 2              | 7    | 0    | 3  | 0      | —      | —    | —    | —    | 67   | 2    |      |   |
| 렌            | 2006–07   | 리그 1       | 30             | 2    | 1    | 0  | 3      | 1      | —    | —    | —    | —    | 34   | 3    |   |
| 위건 애슬레틱 | 2007–08   | 프리미어리그 | 31             | 0    | 1    | 0  | 1      | 0      | —    | —    | —    | —    | 33   | 0    |   |
| 위건 애슬레틱 | 2008–09   | 프리미어리그 | 34             | 0    | 0    | 0  | 1      | 0      | —    | —    | —    | —    | 35   | 0    |   |
| 위건 애슬레틱 | 2009–10   | 프리미어리그 | 32             | 0    | 1    | 0  | 0      | 0      | —    | —    | —    | —    | 33   | 0    |   |
| 위건 애슬레틱 | 합계      | 합계         | 97             | 0    | 2    | 0  | 2      | 0      | —    | —    | —    | —    | 101  | 0    |   |
| 경력 합계     | 경력 합계 | 경력 합계    | 387            | 9    | 34   | 1  | 17     | 1      | 23   | 1    | 3    | 1    | 464  | 13   |   |

1. ↑  KNVB 베커르, FA컵, 쿠프 드 프랑스 출전 경기 기록 포함
2. ↑  풋볼 리그컵, 쿠프 드 라 리그 출전 경기 기록 포함
3. 1 2 3  챔피언스리그 출전 경기 기록 포함
4. 1 2  요한 크라위프 스할 출전 경기 기록 포함
Appearance in Johan Cruyff Shield
5. 1 2 3  UEFA컵 출전 경기 기록 포함
6. ↑  채리티 실드 출전 경기 기록 포함

## 수상
아약스
- 에레디비시: 1997–98
- KNVB 베커르: 1997–98, 1999–99
- 아약스 올해의 신인 선수: 1997

첼시
- FA컵 (잉글랜드)FA컵
  - 우승: 1999–2000;[28]
  - 준우승: 2001–02[29]
- 채리티 실드: 2000[30]